# Onthophagus bakeri
Onthophagus bakeri là một loài bọ cánh cứng trong họ Bọ hung (Scarabaeidae).